# Jüdische Gemeinde Impfingen
Die Jüdische Gemeinde in Impfingen bestand vom 16. Jahrhundert bis zum Anfang des 20. Jahrhunderts.

## Geschichte

### Historische Entwicklung der jüdischen Gemeinde
Die Entstehung der jüdische Gemeinde Impfingen reicht bis ins 16. Jahrhundert zurück. In einer Urkunde in Wenkheim wird Mose Jud von Impfingen im Jahr 1590 genannt. 1591/92 werden die beiden Juden Berlin und Mosse, 1704 bis 1717 Löw, Mayer und Sambsel genannt.
Die Zahl der jüdischen Gemeindeglieder in Impfingen entwickelte sich im 19. und 20. Jahrhundert wie folgt: 1826 (37 jüdische Einwohner), 1833 (44), 1838 (52), 1841 (57, höchste Zahl), 1864 (36), 1871 (30), 1875 (41), 1880 (41), 1885 (37), 1990 (24), 1895 (25), 1900 (18), 1905 (11), 1910 (14), 1933 (3).

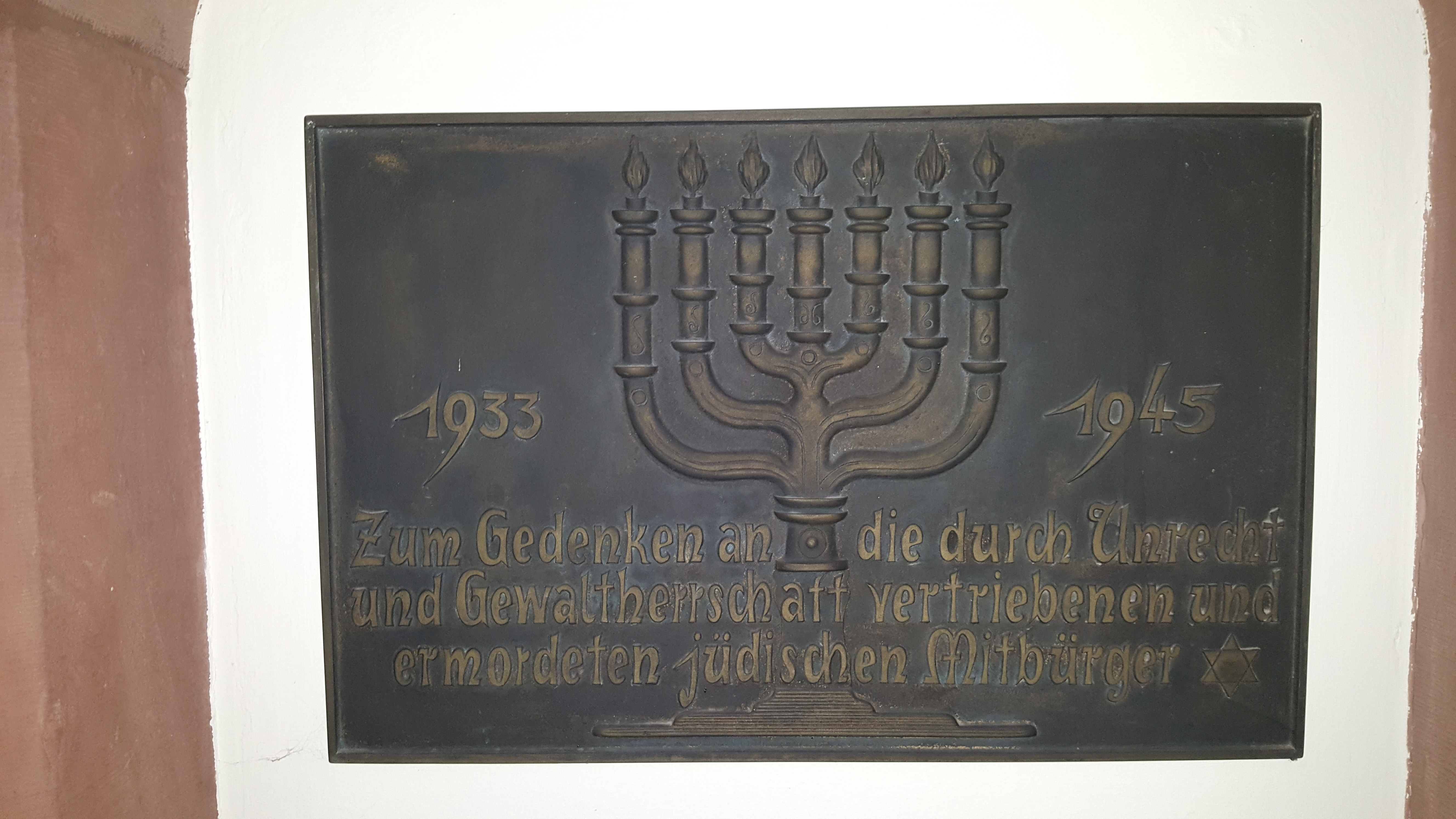
Tafel im Tauberbischofsheimer Rathaus: „Zum Gedenken an die durch Unrecht und Gewaltherrschaft vertriebenen und ermordeten jüdischen Mitbürger“ der Stadt von 1933 bis 1945

Die jüdische Gemeinde Impfingen besaß die Synagoge Impfingen, eine jüdische Schule und ein rituelles Bad. Ein eigener Lehrer wurde zur Besorgung religiöser Aufgaben der Gemeinde angestellt. Dieser war zugleich als Vorsänger und Schochet tätig. Auf dem jüdischen Friedhof in Wenkheim wurden die Toten der Gemeinde beigesetzt. 1827 wurde die jüdische Gemeinde Impfingen dem Bezirksrabbinat Wertheim zugeteilt. Ab 1887 wurde die jüdische Gemeinde Impfingen als Filiale (Filialgemeinde) der jüdischen Gemeinde Hochhausen zugeordnet; Bereits ab 1911 wurde jedoch die jüdische Gemeinde Hochhausen wiederum als Filiale der jüdischen Gemeinde Wenkheim genannt. Im Juni 1913 kam es zur Auflösung der jüdischen Gemeinde Impfingen. 1933 lebten noch drei jüdische Personen am Ort. Vor 1938 starben zwei davon: Die Jüdin Ida Ehrlich, die ein Kolonialwarengeschäft in Impfingen betrieb, sowie Sophie Heumann. Die dritte verbliebene Jüdin, Henriette Heimann, wurde am 22. Oktober 1940 nach Gurs deportiert, wo sie in der Folge starb.

### Opfer des Holocaust
Von den jüdischen Personen, die in Impfingen geboren wurden oder längere Zeit im Ort wohnten, kamen in der Zeit des Nationalsozialismus die folgenden fünf Personen beim Holocaust nachweislich ums Leben: Adolf Gutmann (geb. 1878), Josef Gutmann (geb. 1908), Henriette Heimann (geb. 1875), Sanchen Heimann geb. Heumann (geb. 1880) und Emma Kuttner geb. Gutmann (geb. 1874).